# 低俗番組
低俗番組（ていぞくばんぐみ）とは、テレビ・ラジオの番組のうち、特定の個人・団体により、教育的観点や倫理的観点などにかかわる問題を指摘される番組のこと。

## 概要
何らかの文化的権威をもつ個人もしくは団体が、自己の観点において内容が低俗であると評価・判断している番組に対して使用されることが多い。日本PTA全国協議会や放送と青少年に関する委員会が、青少年に悪影響を及ぼすものとみなし「委員会見解」として特定の番組名を公表することもある。
先述の通り、その番組が低俗であるかどうかは個人の主観に負うところが大きい。ある視聴者にとっては低俗であったとしても、別の視聴者にしてみれば低俗ではないと評価が対立することも少なくない。偏見や個人的嗜好で判断し、内容をよく確認しないまま低俗であると決め付ける場合もあり、その場合には逆に非難を受けることもある。
もっとも、記憶に残る伝説の番組として後々まで語り草となる番組は､放送当時は低俗番組として集中砲火を浴び続けた番組であることが多い。
最初の規制は1963年で、当時の池田勇人首相が「人づくり」政策を推進したことを受けたもので、東京オリンピックを前にしての『東京浄化運動』という名目もあって、総理府を中心とした悪書追放運動が行われ、同時期に青少年不良防止に名を借りたテレビの低俗番組追放へ、最初の表現の自主規制介入が行われている。

## 低俗番組とみなされる要因
ある番組が低俗番組とみなされる理由としては、様々な観点がある。ここでは主だった観点を掲載する。

### 倫理・教育的観点
日本PTA全国協議会等の教育団体は
- 「青少年の教育に悪影響を及ぼす番組である」
- 保護者（番組を視聴している当事者である必要はない）からみて子供に見せたくない

という基準を重要視して青少年にとって有害である番組の存在を調査し、問題があると判断した番組についてBPO等に抗議を行っている。

### 視聴率至上主義に対する批判
内容を伴うことのない過度の性表現や過激な暴力表現等が多く用いられている番組においても、視聴率を得ることのみを目的とした低俗な物とされることが多い。
やらせ疑惑が浮上する番組の多くは低俗番組と評される場合もある。

### 反社会的行動を煽る表現
バラエティ番組においての暴力（的な行為）、いじめを肯定すると受け取れる表現、関係者などの名誉等を傷つける表現、下ネタを取り扱う番組は低俗であるとみなされやすい。